# Università in Romania
Lista delle università della Romania ordinate in base alle sedi.

## Alba Iulia
| Nome                          | Tipologia | Fondazione |
| ----------------------------- | --------- | ---------- |
| Università "1 Decembrie 1918" | Pubblica  | 1991       |

Università non più attive
| Nome                                              | Tipologia | Fondazione | Chiusura |
| ------------------------------------------------- | --------- | ---------- | -------- |
| Istituto teologico romano-cattolico di Alba Iulia | Privata   | 1945       | 2007     |

## Arad
| Nome                                | Tipologia | Fondazione |
| ----------------------------------- | --------- | ---------- |
| Università Aurel Vlaicu             | Pubblica  | 1972       |
| Università dell'Ovest Vasile Goldiș | Privata   | 1990       |

## Bacău
| Nome                                  | Tipologia | Fondazione |
| ------------------------------------- | --------- | ---------- |
| Università di Bacău Vasile Alecsandri | Pubblica  | 1990       |
| Università George Bacovia di Bacău    | Privata   | 1992       |

## Baia Mare
| Nome                                       | Tipologia | Fondazione |
| ------------------------------------------ | --------- | ---------- |
| Centro universitario del Nord di Baia Mare | Pubblica  | 1974       |
| Università di Arte Vatra di Baia Mare      | Privata   | 2002       |

## Blaj
| Nome                                                  | Tipologia | Fondazione |
| ----------------------------------------------------- | --------- | ---------- |
| Istituto teologico greco-cattolico dell'Annunciazione | Privata   | ?          |

## Brașov
| Nome                                     | Tipologia | Fondazione |
| ---------------------------------------- | --------- | ---------- |
| Università Transilvania di Brașov        | Pubblica  | 1971       |
| Accademie delle Forze Aeree Henri Coandă | Militare  | 1912       |
| Università George Barițiu                | Privata   | 2002       |

## Bucarest

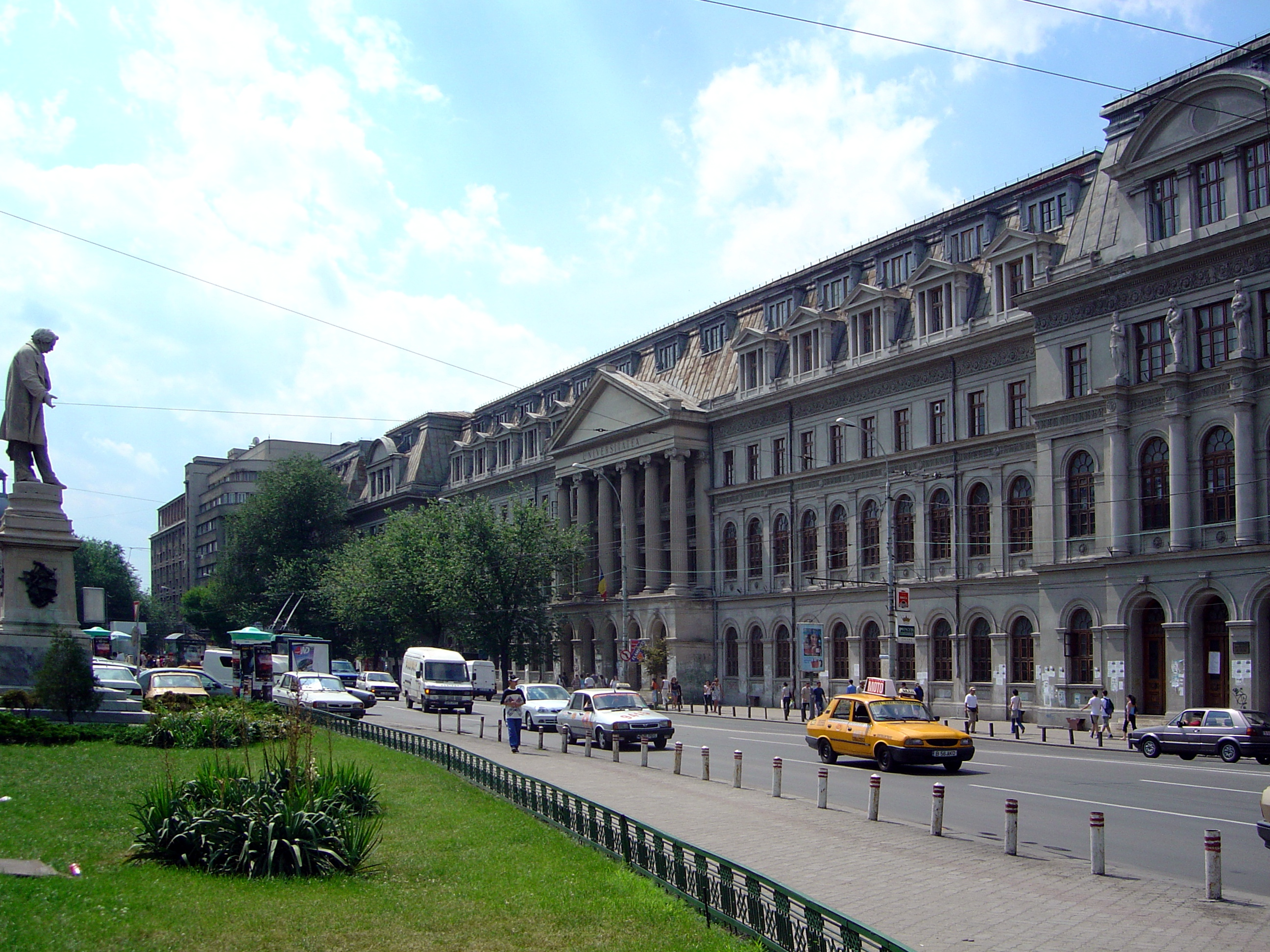
L'Università di Bucarest.

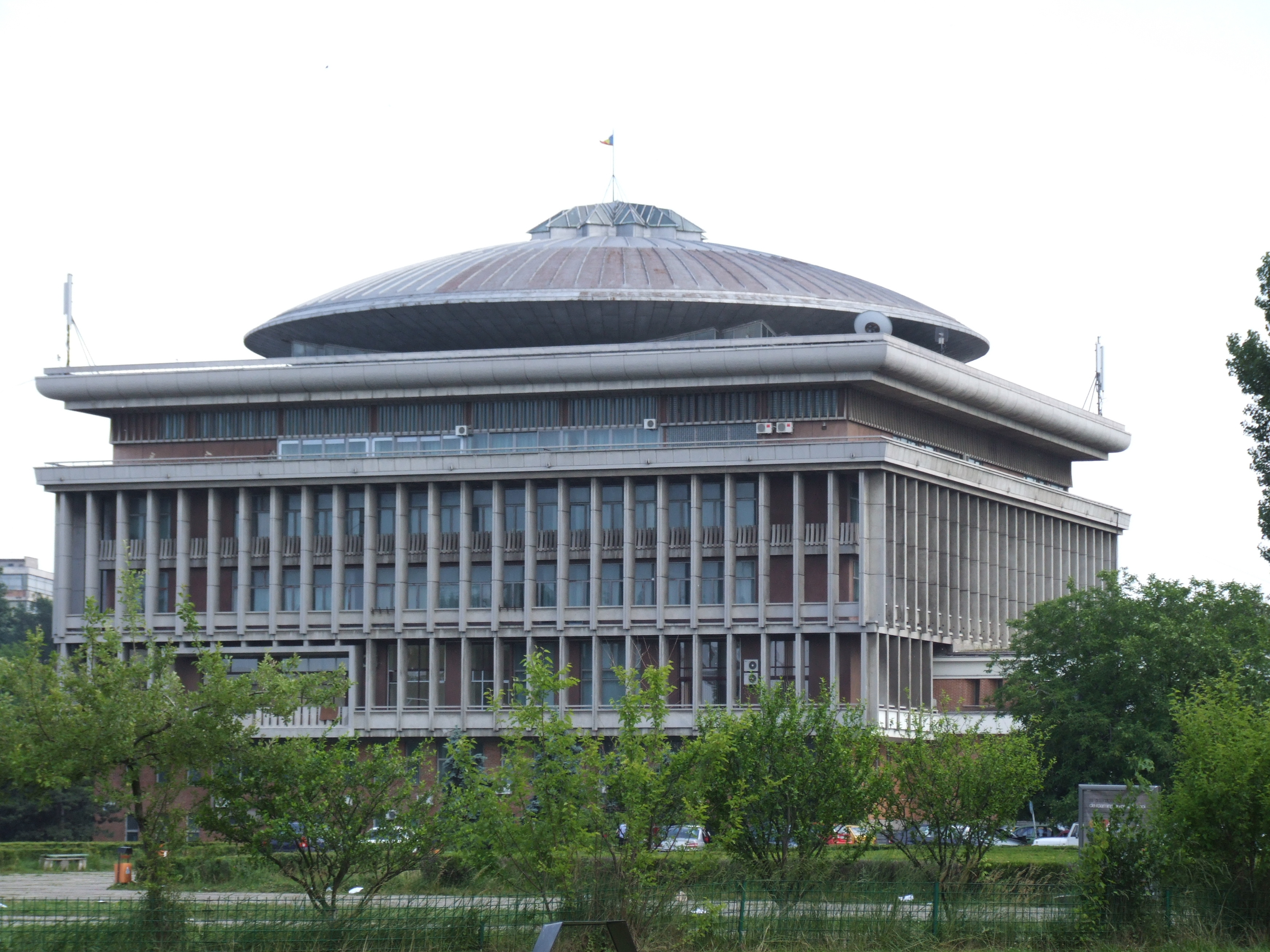
Il rettorato dell'Università Politecnica di Bucarest.

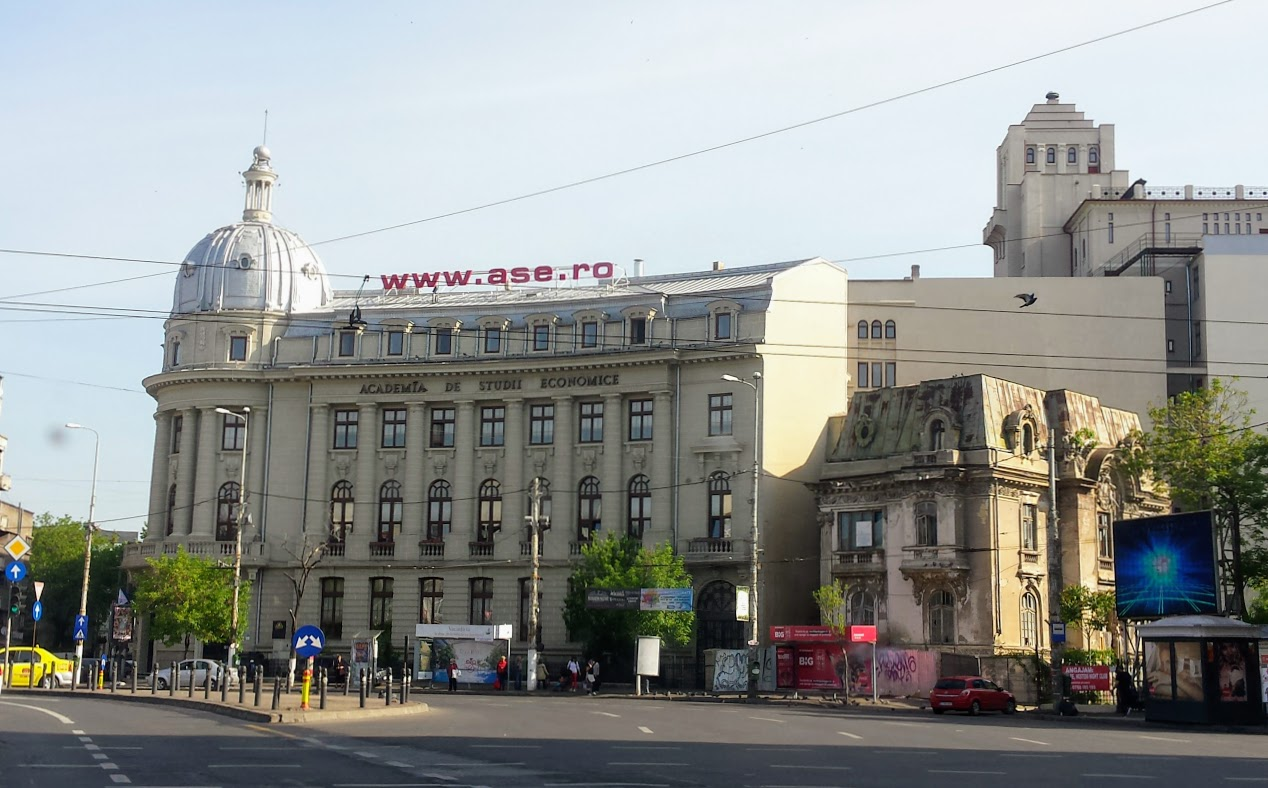
L'Accademia degli studi economici di Bucarest.

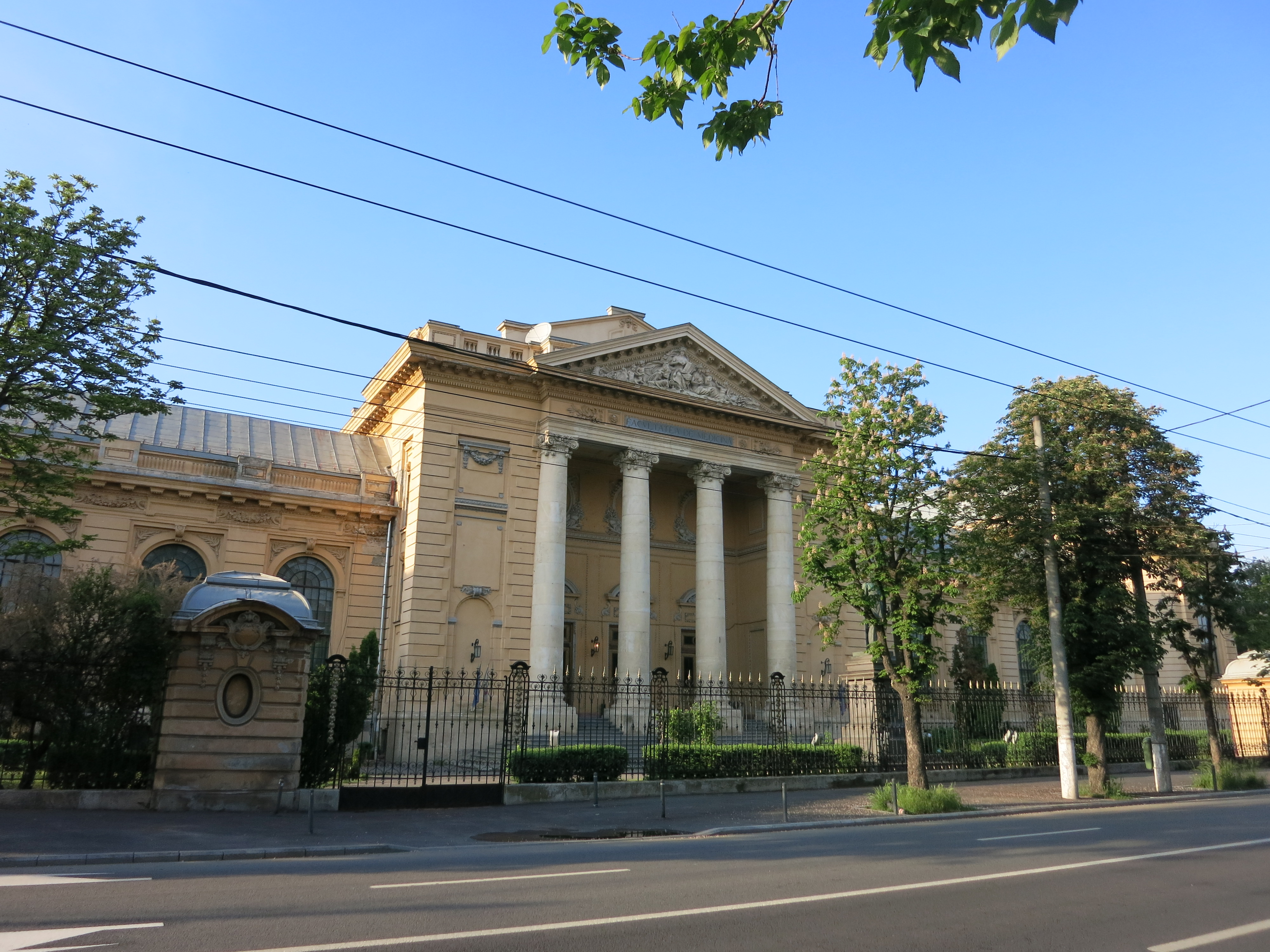
La sede storica dell'Università di medicina e farmacia Carol Davila.

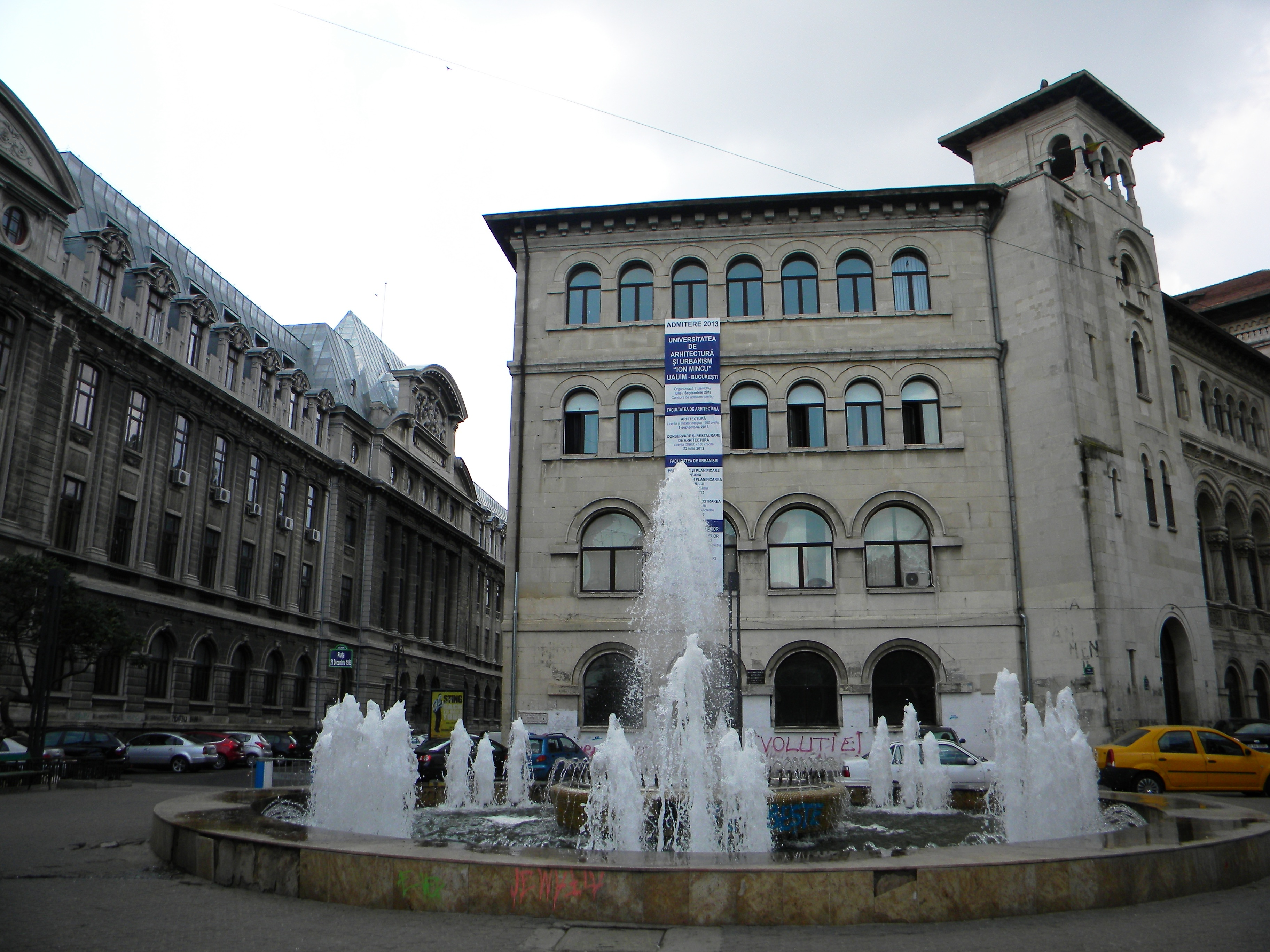
L'Università di architettura e urbanistica Ion Mincu.

| Nome                                                                      | Tipologia | Fondazione |
| ------------------------------------------------------------------------- | --------- | ---------- |
| Università di Bucarest                                                    | Pubblica  | 1864       |
| Università Politecnica di Bucarest                                        | Pubblica  | 1818       |
| Accademia degli studi economici di Bucarest                               | Pubblica  | 1913       |
| Scuola nazionale di studi politici e amministrativi                       | Pubblica  | 1991       |
| Università di medicina e farmacia Carol Davila                            | Pubblica  | 1857       |
| Università nazionale di musica di Bucarest                                | Pubblica  | 1864       |
| Università di scienze agronomiche e di medicina veterinaria di Bucarest   | Pubblica  | 1852       |
| Università tecnica d'ingegneria civile di Bucarest                        | Pubblica  | 1948       |
| Università di architettura e urbanistica Ion Mincu                        | Pubblica  | 1864       |
| Università Nazionale d'Arte di Bucarest                                   | Pubblica  | 1864       |
| Università nazionale d'arte teatrale e cinematografica Ion Luca Caragiale | Pubblica  | 1954       |
| Università nazionale di educazione fisica e sport di Bucarest             | Pubblica  | 1922       |
| Università nazionale di difesa "Carlo I"                                  | Militare  | 1889       |
| Accademia nazionale di intelligence                                       | Militare  | 1992       |
| Accademia di polizia Alexandru Ioan Cuza di Bucarest                      | Militare  | 1991       |
| Accademia tecnica militare                                                | Militare  | 1949       |
| Università Bioterra                                                       | Privata   | 1994       |
| Università cristiana Dimitrie Cantemir                                    | Privata   | 2002       |
| Università ecologica di Bucarest                                          | Privata   | 1990       |
| Università Hyperion                                                       | Privata   | 1990       |
| Università Nicolae Titulescu                                              | Privata   | 1990       |
| Università Romena-Americana                                               | Privata   | 1991       |
| Università Spiru Haret                                                    | Privata   | 1991       |
| Università Titu Maiorescu                                                 | Privata   | 1991       |
| Istituto teologico pentecostale di Bucarest                               | Privata   | 1992       |
| Romanian-American Business School                                         | Privata   | 1993       |
| Istituto teologico battista di Bucarest                                   | Privata   | ?          |
| Scuola normale superiore di Bucarest                                      | Privata   | 2001       |
| Università Adventus                                                       | Privata   | 2017       |
| Università Artifex                                                        | Privata   | 1992       |
| Università Athenaeum                                                      | Privata   | 1990       |
| Università romena di scienze e arti Gheorghe Cristea                      | Privata   | 1990       |
| Università dell'Europa del sud-est Lumina                                 | Privata   | 2010       |

Università non più attive
| Nome                                             | Tipologia | Fondazione | Chiusura |
| ------------------------------------------------ | --------- | ---------- | -------- |
| Accademia Ștefan Gheorghiu                       | Pubblica  | 1945       | 1989     |
| Istituto teologico romano-cattolico Santa Teresa | Privata   | 1991       | 2014     |
| Università Finanziaria Bancaria                  | Privata   | ?          | 2014     |

## Cluj-Napoca

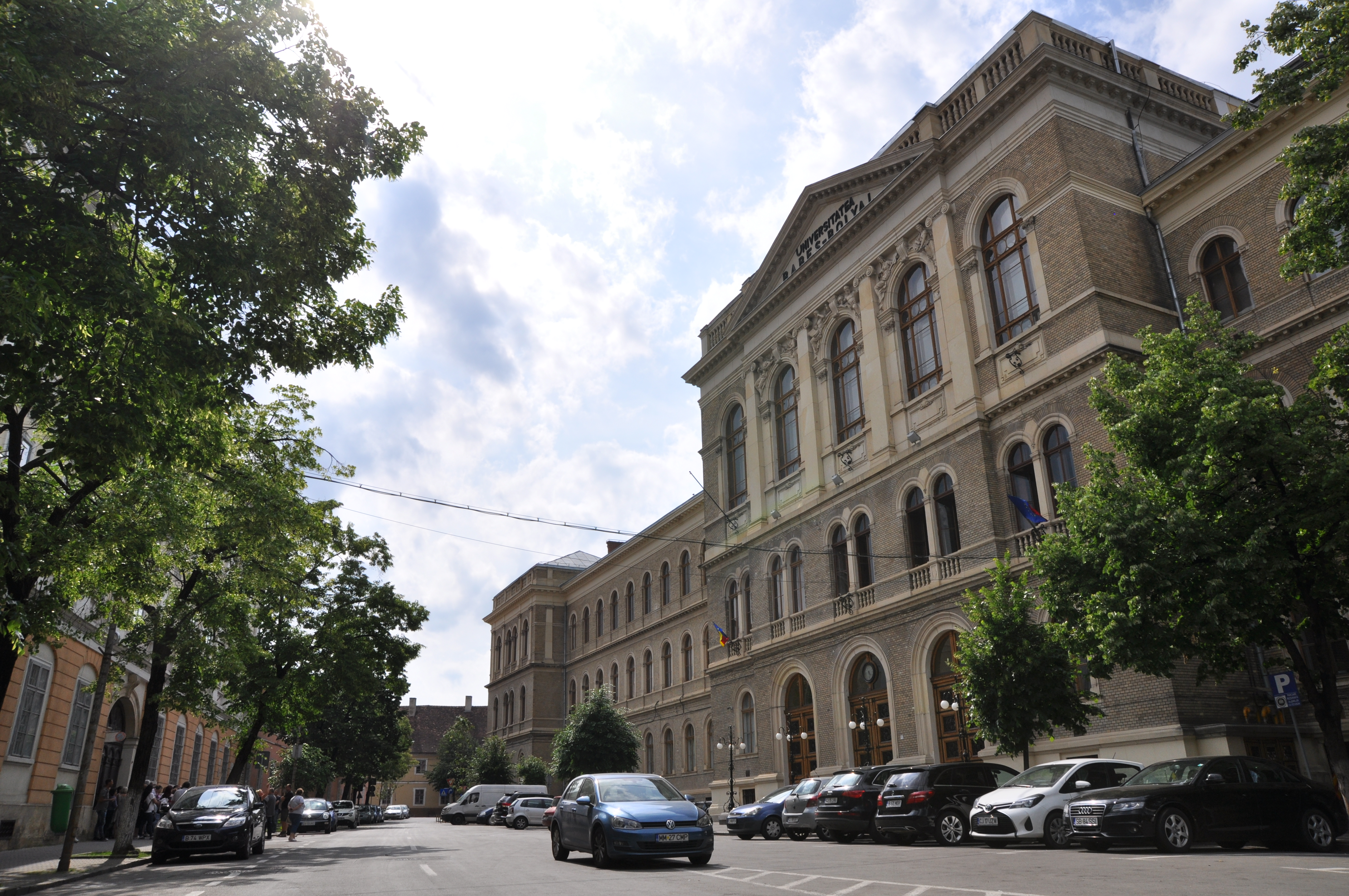
L'Università Babeș-Bolyai di Cluj-Napoca.

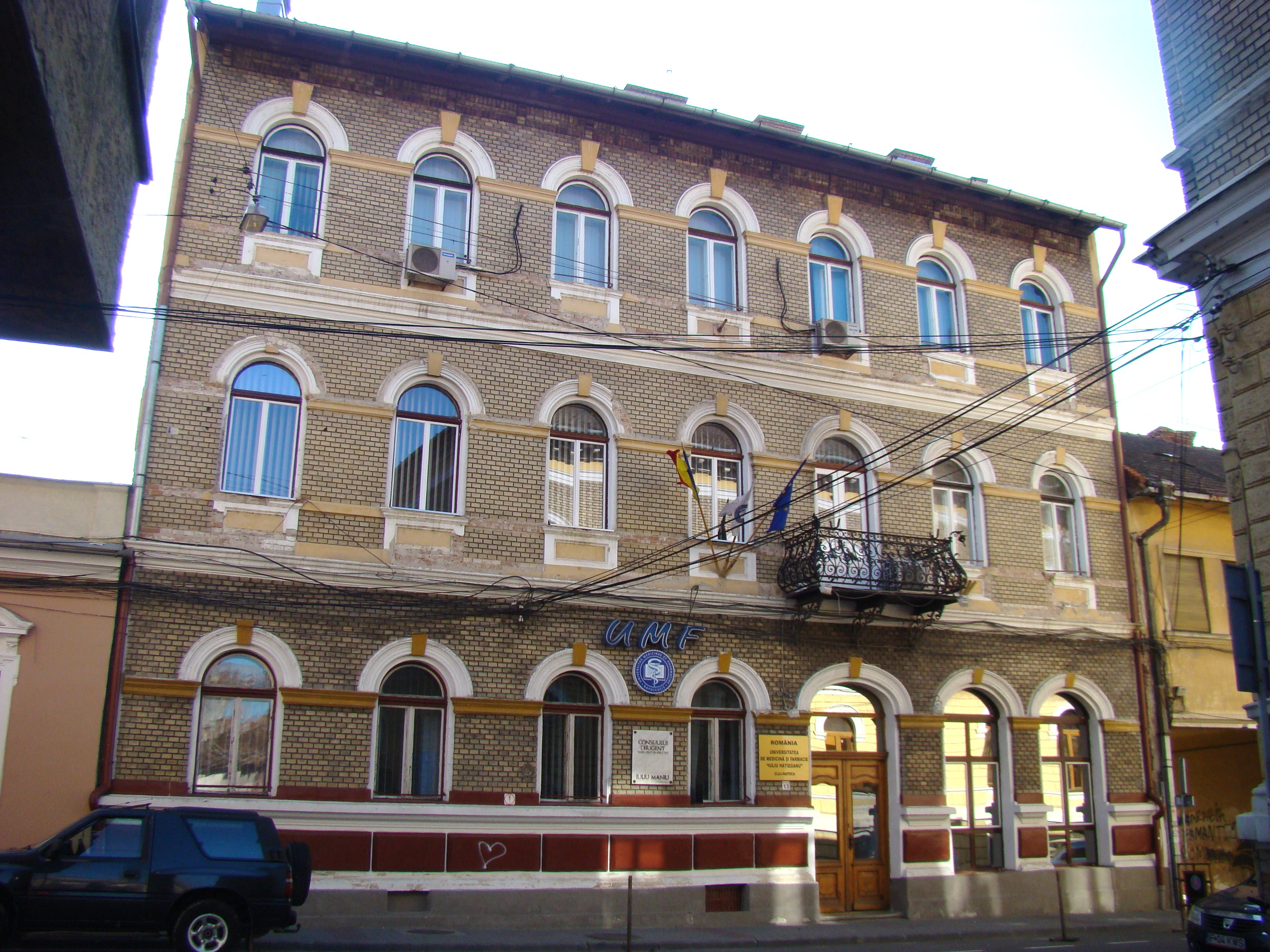
L'Università di medicina e farmacia Iuliu Hațieganu.

| Nome                                                                 | Tipologia | Fondazione |
| -------------------------------------------------------------------- | --------- | ---------- |
| Università Babeș-Bolyai di Cluj-Napoca                               | Pubblica  | 1919       |
| Università di medicina e farmacia Iuliu Hațieganu                    | Pubblica  | 1919       |
| Università di scienze agricole e medicina veterinaria di Cluj-Napoca | Pubblica  | 1869       |
| Università Tecnica di Cluj-Napoca                                    | Pubblica  | 1948       |
| Università di arte e design di Cluj-Napoca                           | Pubblica  | 1926       |
| Accademia di musica Gheorghe Dima                                    | Pubblica  | 1919       |
| Università Bogdan Vodă                                               | Privata   | 1992       |
| Università Avram Iancu                                               | Privata   | ?          |
| Università Sapientia                                                 | Privata   | 2001       |
| Istituto teologico protestante di Cluj-Napoca                        | Privata   | 1948       |

## Costanza
| Nome                               | Tipologia | Fondazione |
| ---------------------------------- | --------- | ---------- |
| Università Ovidius                 | Pubblica  | 1961       |
| Accademia navale Mircea cel Bătrân | Militare  | 1872       |
| Università Andrei Șaguna           | Privata   | 1992       |

## Craiova

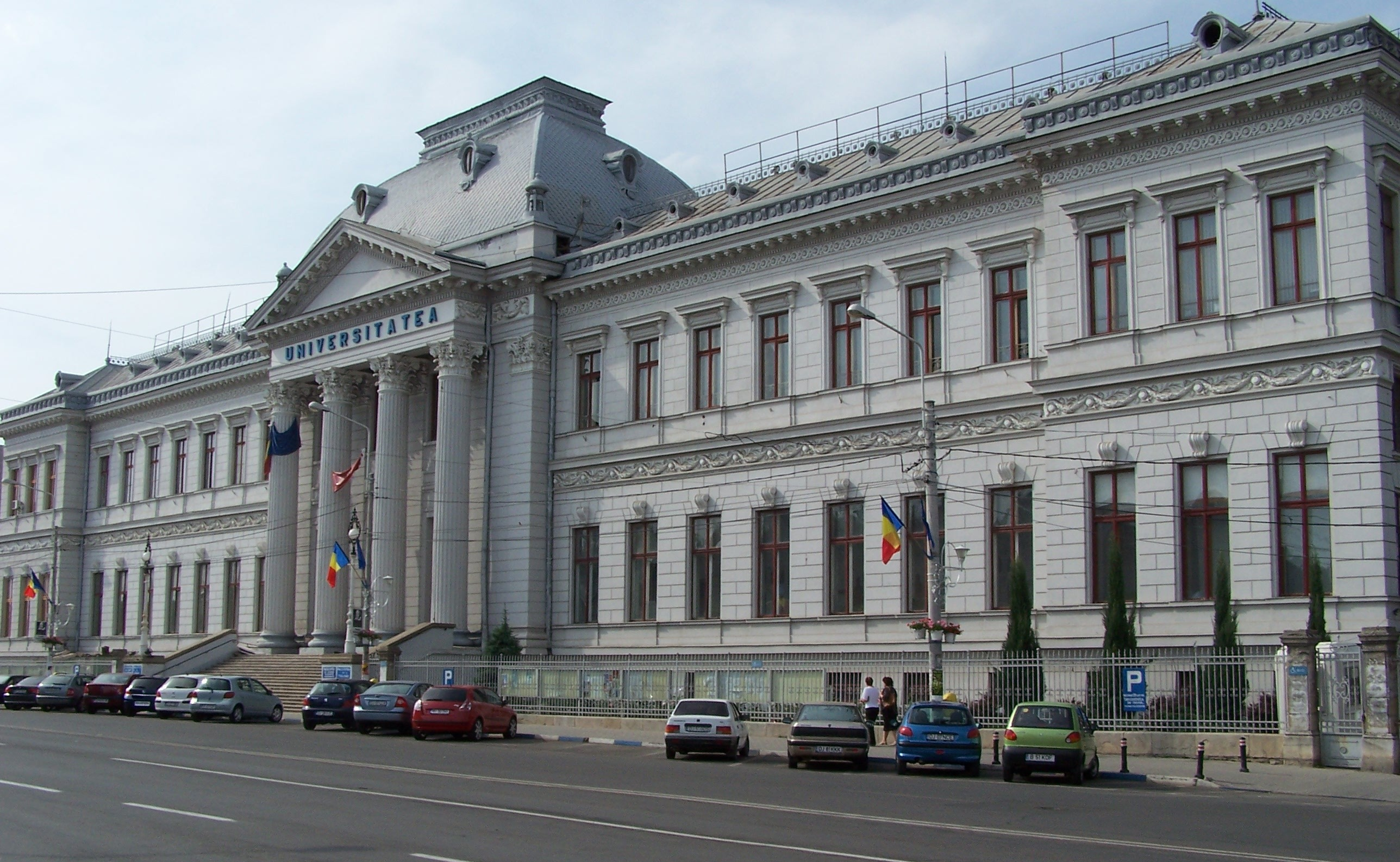
L'Università di Craiova.

| Nome                                         | Tipologia | Fondazione |
| -------------------------------------------- | --------- | ---------- |
| Università di Craiova                        | Pubblica  | 1965       |
| Università di medicina e farmacia di Craiova | Pubblica  | 1970       |

Università non più attive
| Nome                      | Tipologia | Fondazione | Chiusura |
| ------------------------- | --------- | ---------- | -------- |
| Università Mihai Viteazul | Privata   | 2009       | 2013     |

## Deva
Università non più attive
| Nome                        | Tipologia | Fondazione | Chiusura |
| --------------------------- | --------- | ---------- | -------- |
| Università ecologica Traian | Privata   | 1990       | 2013     |

## Galați
| Nome                      | Tipologia | Fondazione |
| ------------------------- | --------- | ---------- |
| Università Dunărea de Jos | Pubblica  | 1948       |
| Università Danubius       | Privata   | 2002       |

## Iași

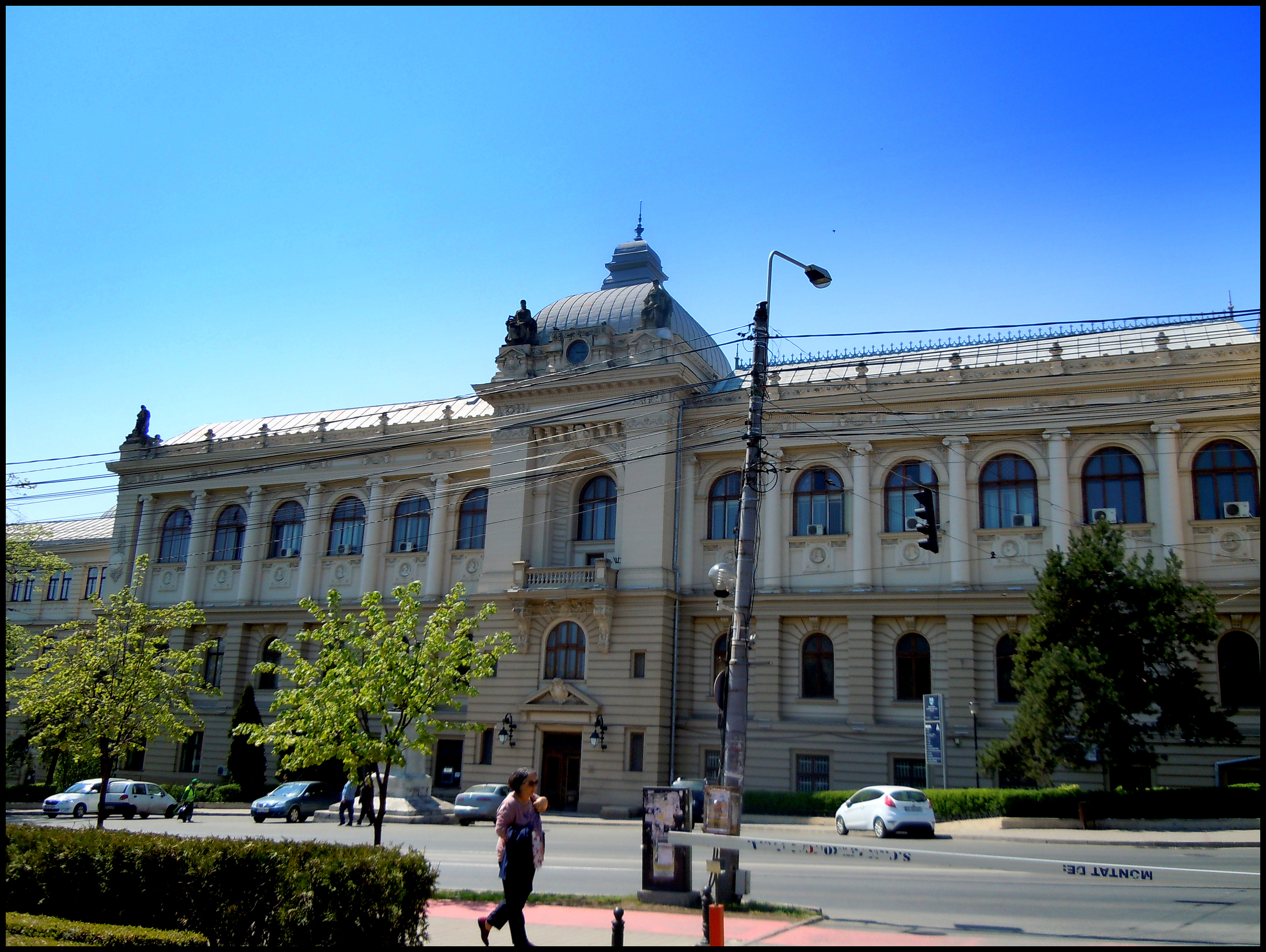
L'Università Alexandru Ioan Cuza.

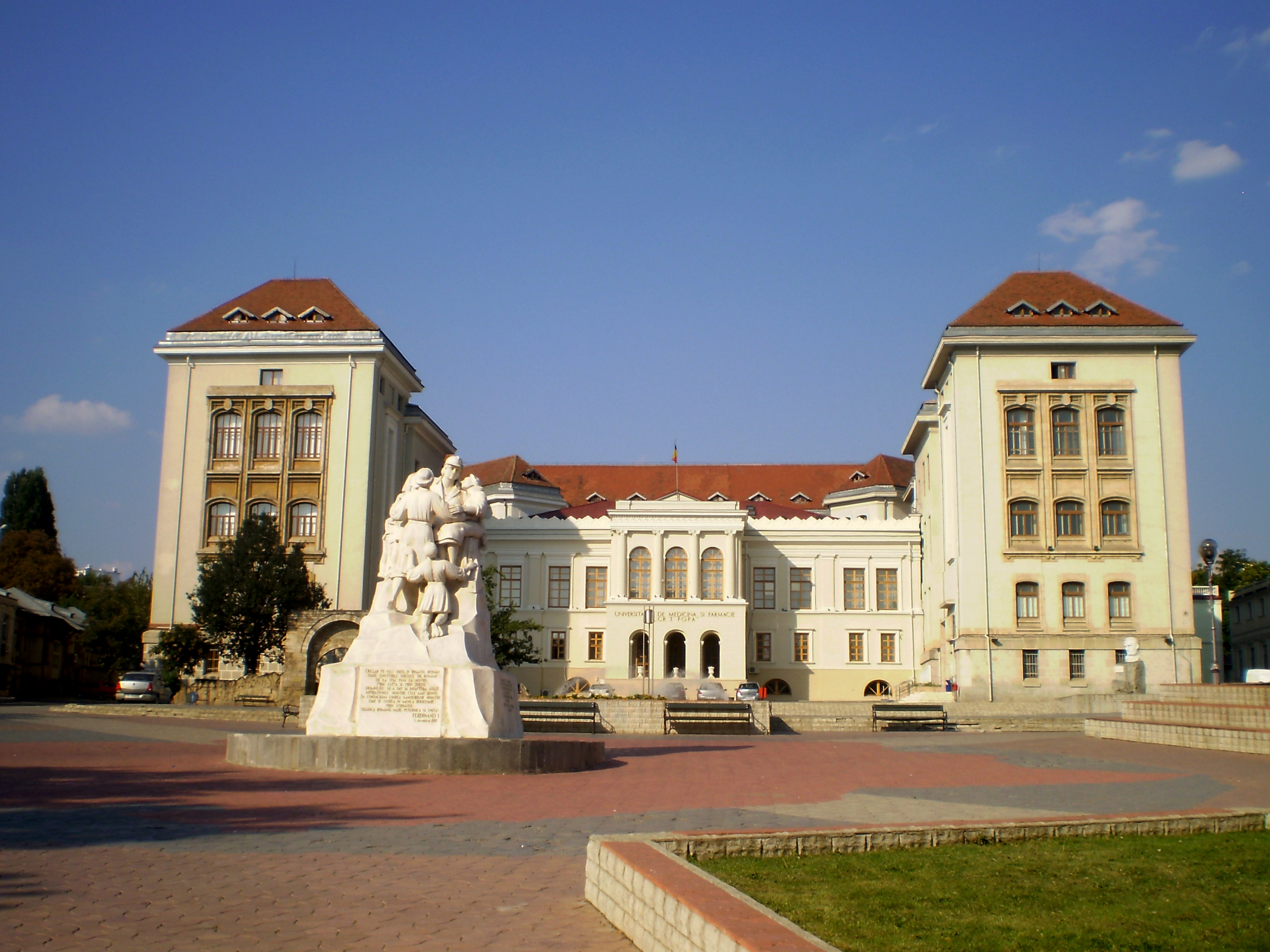
L'Università di Medicina e Farmacia "Grigore T. Popa".

| Nome                                                                         | Tipologia | Fondazione |
| ---------------------------------------------------------------------------- | --------- | ---------- |
| Università Alexandru Ioan Cuza                                               | Pubblica  | 1860       |
| Università tecnica Gheorghe Asachi                                           | Pubblica  | 1937       |
| Università di Medicina e Farmacia "Grigore T. Popa"                          | Pubblica  | 1879       |
| Università di scienze agricole e medicina veterinaria Ion Ionescu de la Brad | Pubblica  | 1948       |
| Università d'arte George Enescu                                              | Pubblica  | 1860       |
| Università Apollonia                                                         | Privata   | 1991       |
| Università Petre Andrei                                                      | Privata   | 1990       |
| Istituto di studi europei di Iași                                            | Privata   | 1998       |
| Istituto teologico romano-cattolico Sfântul Iosif                            | Privata   | ?          |

Università non più attive
| Nome                           | Tipologia | Fondazione | Chiusura |
| ------------------------------ | --------- | ---------- | -------- |
| Università Mihail Kogălniceanu | Privata   | ?          | 2014     |
| Università Gheorghe Zane       | Privata   | 1996       | 2013     |

## Lugoj
| Nome                      | Tipologia | Fondazione |
| ------------------------- | --------- | ---------- |
| Università europea Dragan | Privata   | 1992       |

## Oradea
| Nome                             | Tipologia | Fondazione |
| -------------------------------- | --------- | ---------- |
| Università di Oradea             | Pubblica  | 1919       |
| Università cristiana del Partium | Privata   | 1990       |
| Università Agora                 | Privata   | 2000       |
| Università Emanuel               | Privata   | 1990       |

## Pitești
| Nome                                         | Tipologia | Fondazione |
| -------------------------------------------- | --------- | ---------- |
| Università di Pitești                        | Pubblica  | 1962       |
| Università Constantin Brâncoveanu di Pitești | Privata   | 1991       |

## Ploiești
| Nome                                     | Tipologia | Fondazione |
| ---------------------------------------- | --------- | ---------- |
| Università di petrolio e gas di Ploiești | Pubblica  | 1948       |

## Reșița
| Nome                     | Tipologia | Fondazione |
| ------------------------ | --------- | ---------- |
| Università Eftimie Murgu | Pubblica  | 1971       |

## Roman
| Nome                                                     | Tipologia | Fondazione |
| -------------------------------------------------------- | --------- | ---------- |
| Istituto teologico romano-cattolico francescano di Roman | Privata   | 1990       |

## Satu Mare
| Nome                               | Tipologia | Fondazione |
| ---------------------------------- | --------- | ---------- |
| Accademia commerciale di Satu Mare | Privata   | 1997       |

## Sibiu

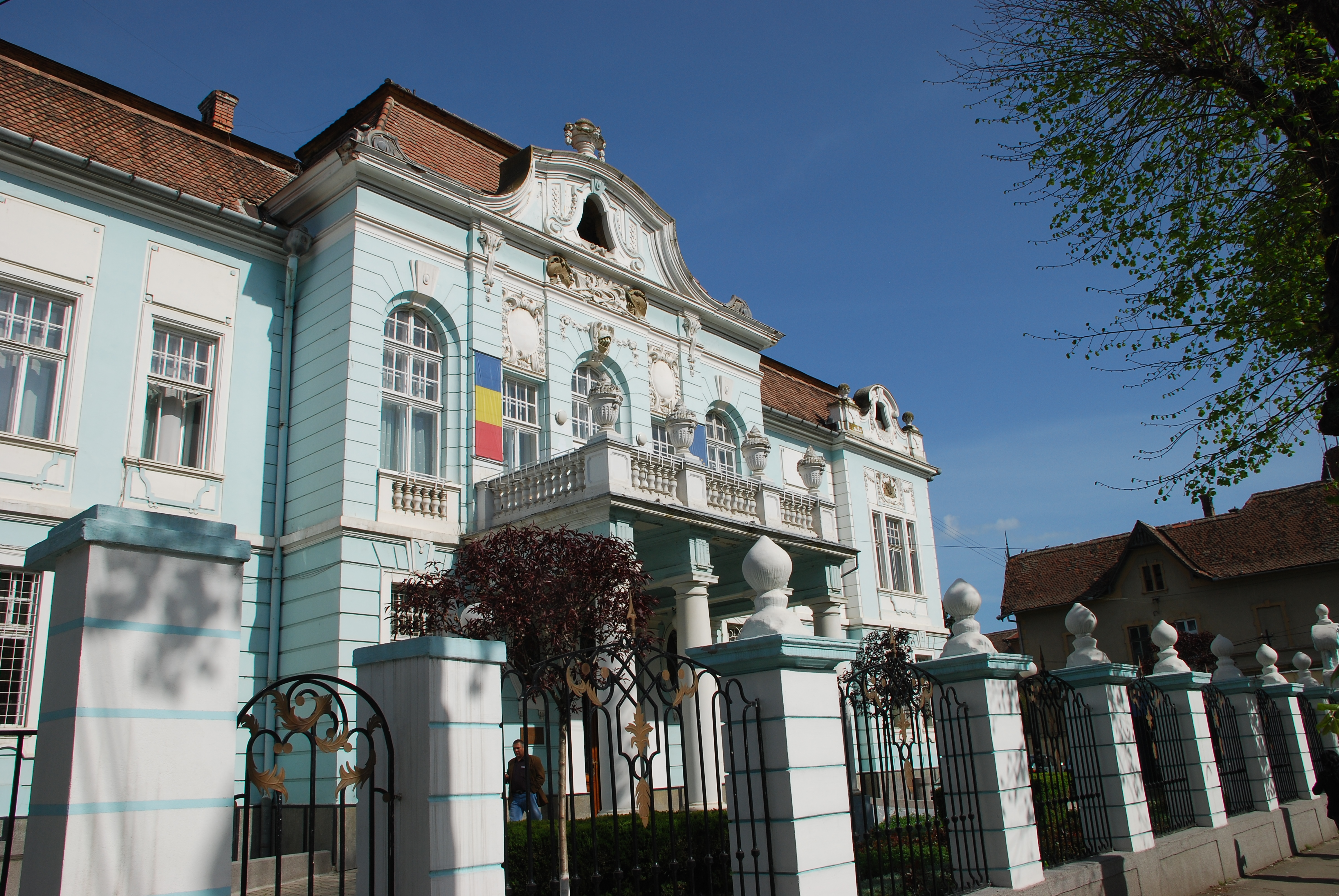
Il rettorato dell'Università Lucian Blaga.

| Nome                                             | Tipologia | Fondazione |
| ------------------------------------------------ | --------- | ---------- |
| Università Lucian Blaga                          | Pubblica  | 1990       |
| Accademia delle forze terrestri Nicolae Bălcescu | Militare  | 1949       |
| Università Romena-Tedesca                        | Privata   | 1998       |
| Università Alma Mater                            | Privata   | 2005       |

## Suceava
| Nome                       | Tipologia | Fondazione |
| -------------------------- | --------- | ---------- |
| Università Ștefan cel Mare | Pubblica  | 1990       |

## Târgoviște
| Nome               | Tipologia | Fondazione |
| ------------------ | --------- | ---------- |
| Università Valahia | Pubblica  | 1992       |

## Târgu Jiu
| Nome                           | Tipologia | Fondazione |
| ------------------------------ | --------- | ---------- |
| Università Constantin Brâncuși | Pubblica  | 1997       |

## Târgu Mureș

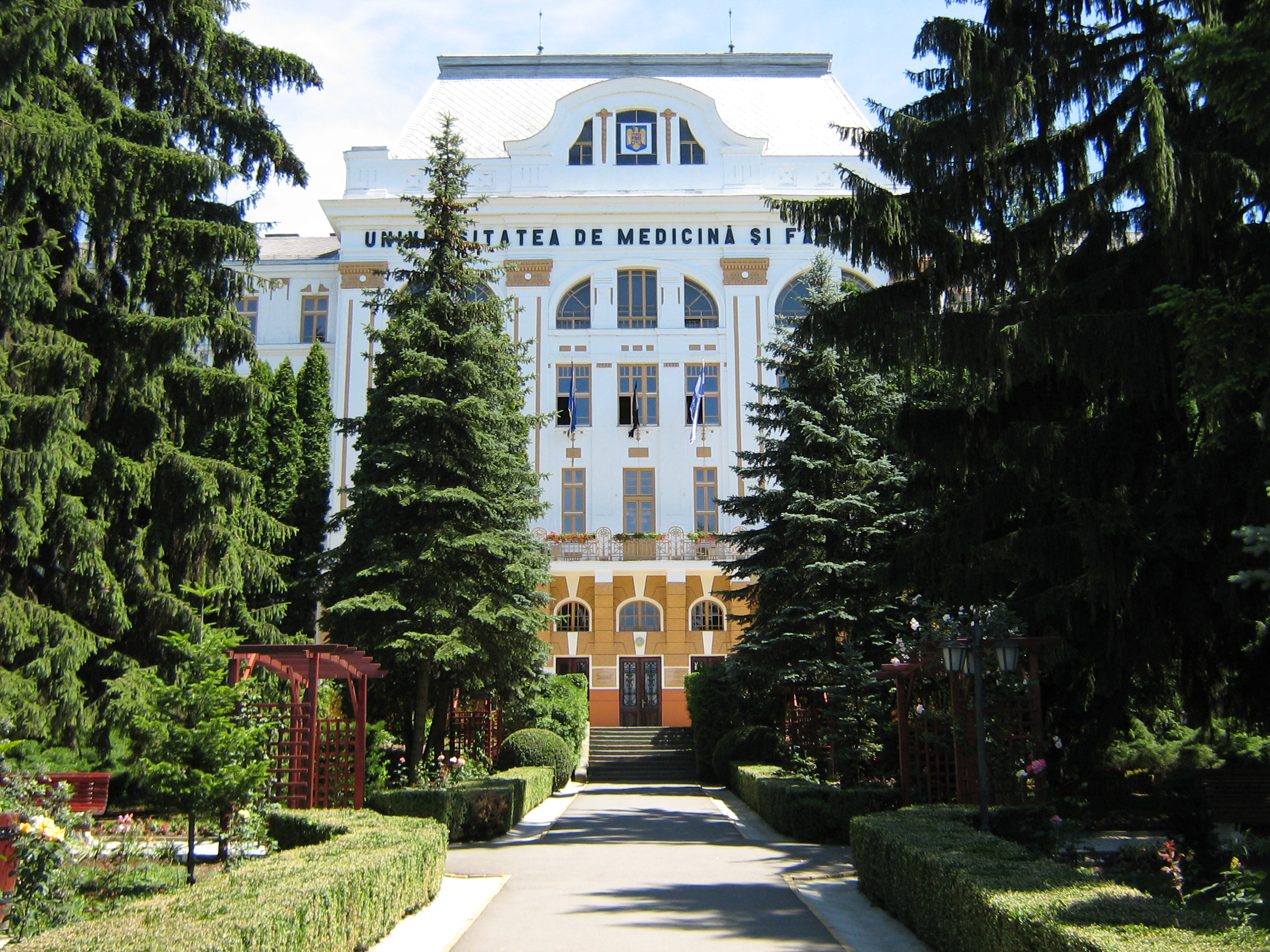
L'Università di medicina e farmacia di Târgu Mureș.

| Nome                                                  | Tipologia | Fondazione |
| ----------------------------------------------------- | --------- | ---------- |
| Università di medicina e farmacia di Târgu Mureș      | Pubblica  | 1945       |
| Università d'arte di Târgu Mureș                      | Pubblica  | 1946       |
| Università ecologica Dimitrie Cantemir di Târgu Mureș | Privata   | 1991       |

Università non più attive
| Nome                   | Tipologia | Fondazione | Chiusura |
| ---------------------- | --------- | ---------- | -------- |
| Università Petru Maior | Pubblica  | 1991       | 2018     |

## Timișoara

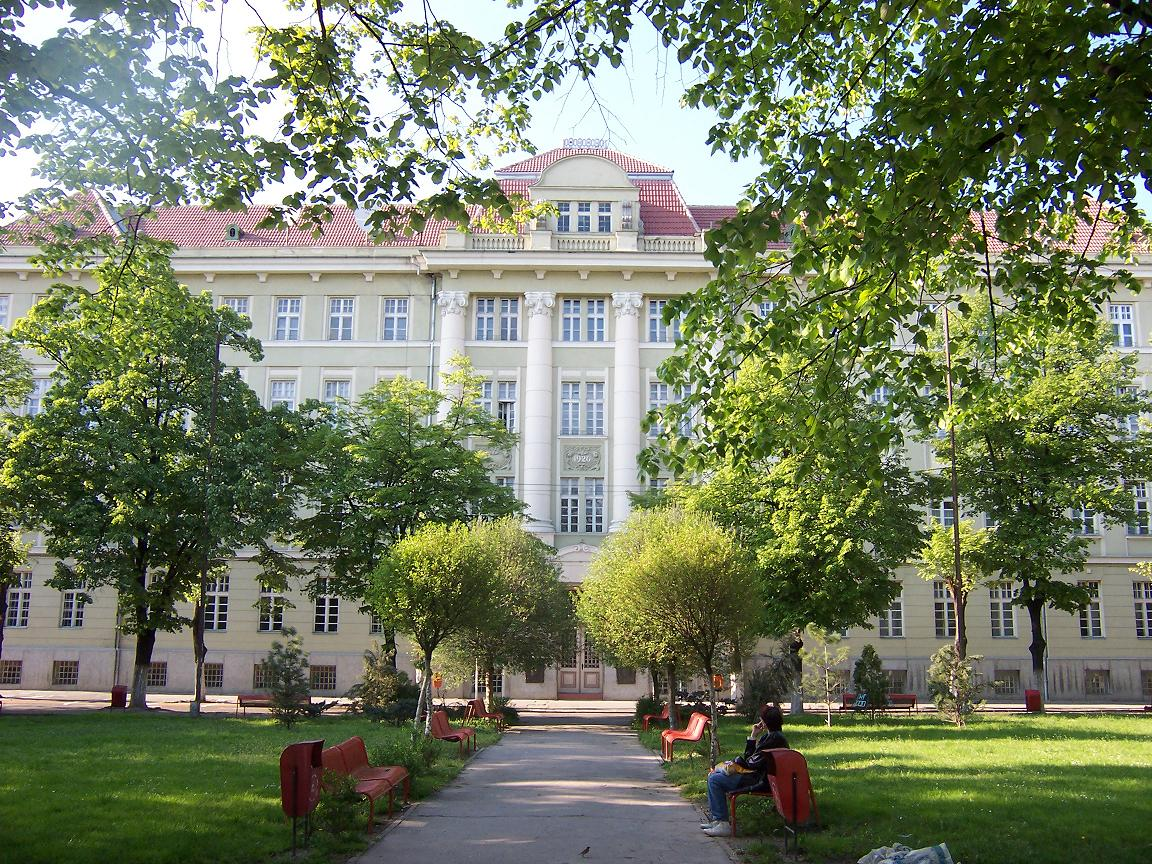
L'Università di medicina e farmacia Victor Babeș.

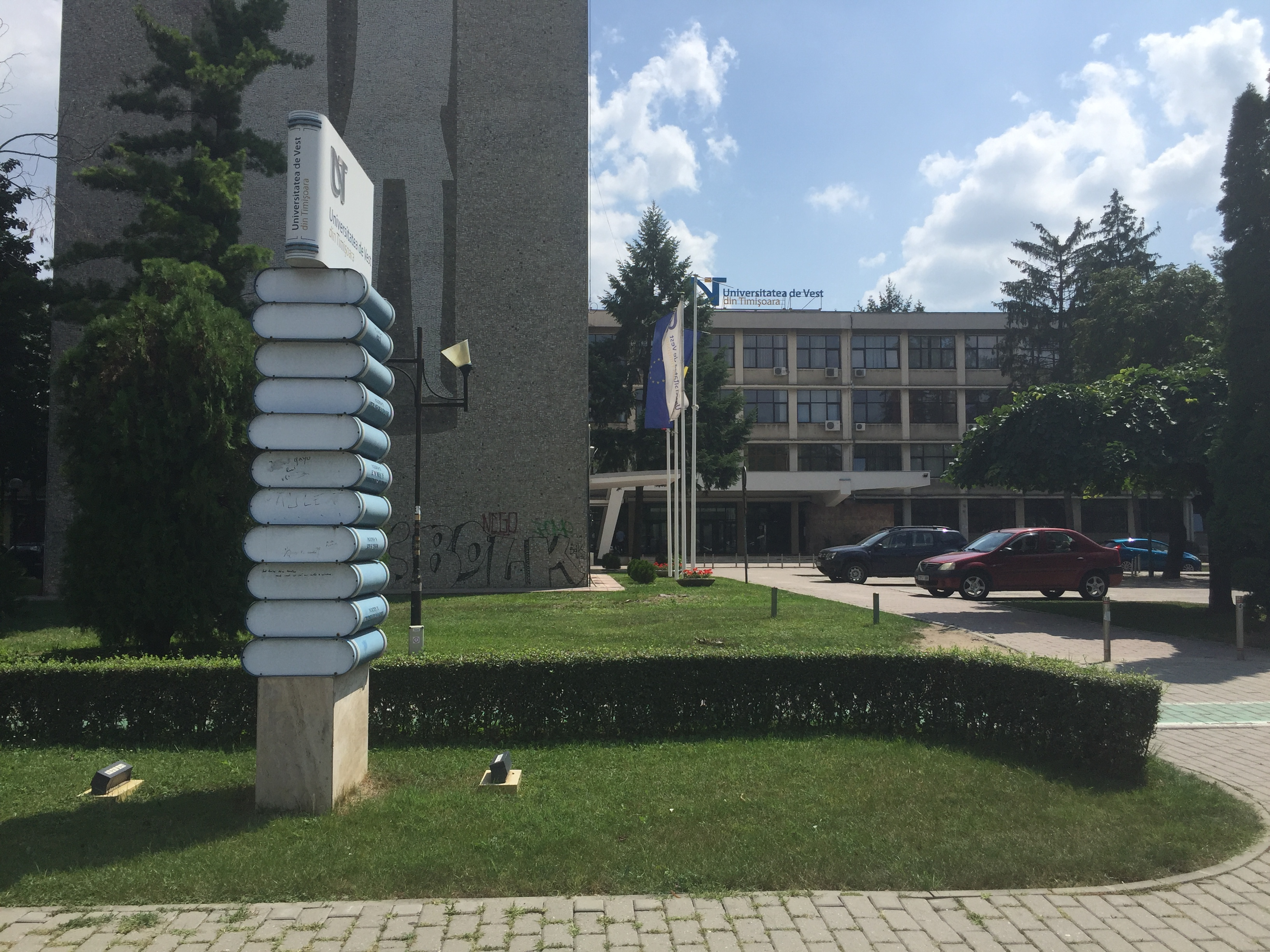
L'Università dell'Ovest di Timișoara.

| Nome                                                             | Tipologia | Fondazione |
| ---------------------------------------------------------------- | --------- | ---------- |
| Università Politecnica di Timișoara                              | Pubblica  | 1920       |
| Università dell'Ovest di Timișoara                               | Pubblica  | 1962       |
| Università di medicina e farmacia Victor Babeș                   | Pubblica  | 1944       |
| Università di scienze agricole e medicina veterinaria del Banato | Pubblica  | 1991       |
| Università Tibiscus                                              | Privata   | 1991       |

Università non più attive
| Nome                      | Tipologia | Fondazione | Chiusura |
| ------------------------- | --------- | ---------- | -------- |
| Università Mihai Eminescu | Privata   | 1992       | 2014     |